# Lonnie Brooks
Lonnie Brooks (nascido como Lee Baker Jr., em Dubuisson, Luisiana, 18 de dezembro de 1933 – Chicago, Illinois, 1 de abril de 2017) foi um guitarrista estadunidense de blues.
Brooks foi induzido ao Blues Hall of Fame em 2010.

## Discografia
- Broke an' Hungry, como Guitar Jr. (Capitol, 1969)
- Sweet Home Chicago (Black & Blue, 1975; relançado pela Evidence Records, 1994)
- Living Chicago Blues, vol. 3 (Alligator, 1978)
- Bayou Lightning (Alligator, 1979)
- Blues Deluxe (Alligator/WXRT, 1980)
- Turn On the Night (Alligator, 1981)
- Hot Shot (Alligator, 1983)
- The Crawl, as Guitar Jr. (Goldband singles relançados pela Charly, 1984)
- Live at Pepper’s (Black Magic, 1985; relançado pela Black Top, 1996)
- Wound Up Tight (Alligator, 1986)
- Live from Chicago: Bayou Lightning Strikes (Alligator, 1988)
- Satisfaction Guaranteed (Alligator, 1991)
- Let’s Talk It Over (sessões de 1977 lançados pela Delmark, 1993)
- Roadhouse Rules (Alligator, 1996)
- Deluxe Edition (Alligator, 1997)
- Lone Star Shootout, com Long John Hunter and Phillip Walker (Alligator, 1999)